# Phylidorea (Phylidorea) multidentata
Phylidorea (Phylidorea) multidentata is een tweevleugelige uit de familie steltmuggen (Limoniidae). De soort komt voor in het Palearctisch gebied.